# Monodia stipoides
Monodia  es un género monotípico de planta con flor,  gramínea, de la familia de las poáceas. Su única especie, Monodia stipoides S.W.L.Jacobs, es originaria de Australia.

## Descripción
Es una planta perenne; cespitosa con cañas que alcanza un tamaño de 70-150 cm de alto; herbácea. Plantas visiblemente armadas. Las hojas no auriculadas. La lámina estrecha (unos 60 cm de largo); plana (al principio), o doblada (más tarde); dura, leñosa, de aguja; sin glándulas multicelulares abaxiales; sin venación; persistente (las hojas persistentes, las mayores se convierte en recurvado). La lígula es una franja de pelos de hasta 3 mm de largo. Son plantas bisexuales, con espiguillas bisexuales; con los floretes hermafroditas.

## Taxonomía
Monodia stipoides fue descrita por Surrey Wilfrid Laurance Jacobs y publicado en Kew Bulletin 40(3): 659–661, f. 1. 1985.
Etimología
Monodia: nombre genérico que deriva de las palabras griegas:  monos (individual),  y odous (diente), refiriéndose a la única arista de la lema.
stipoides: epíteto latíno que significa "semejante al género Stipa.